# Georg Rudolf Boehmer
«  Boehm. » redirige ici. Pour les autres significations, voir Boehm.
Pour les articles homonymes, voir Böhmer.
Georg Rudolf Boehmer, botaniste allemand, professeur de botanique et d'anatomie à Wittemberg, né le 1er octobre 1723 à Liegnitz, mort le 4 avril 1803, fut disciple de Christian Gottlieb Ludwig (1709-1773).
On lui doit :
- Bibliotheca scriptorum historiae naturalis, oeconomiae aliarumque artium ac scientiarum, Leipzig, 1785 et années suivantes, 9 volumes in-8
- Histoire technique des plantes qui sont employées dans les métiers, les arts et les manufactures (en allemand), 1794.